# Teotig
Teotoros Labdjindjian (arménien : Թէոդորոս Լապճինեան), surnommé Teotig, né le 5 mars 1873 à Üsküdar (Constantinople) et mort le 24 mai 1928 dans le 10e arrondissement de Paris, est un écrivain et mémorialiste arménien.

## Biographie
Dernier né d’une famille originaire de Erzinga installée dans la capitale de l’Empire ottoman depuis plusieurs générations, Teotig se passionne très jeune pour les lettres. Forcé de quitter le lycée Berbérian, autodidacte, passionné de langue, bibliophile, il se constitue une bibliothèque exceptionnelle dont son neveu Armen Lubin se souviendra : « Un homme bon qui aimait les lettres jusqu'à l'oubli de soi ».
En 1907 paraît le premier volume de L’almanach pour tous (en arménien : Ամէնուն Տարեցոյցը, Aménoun darétsouytse). L’originalité et la richesse de son contenu font que l’Almanach devient vite très populaire. Il s’agit d’une « Petite encyclopédie », un instantané de la vie arménienne à Istanbul : les nouvelles parutions, des textes, des informations, de nombreuses photos et biographies d’écrivains et artistes, journalistes et comédiens. Il est connu pour son ouvrage traitant du clergé arménien face au génocide (en arménien : Գողգոթայ հայ հոգեւորականութեան).
En 1915, malgré la Grande Guerre et le climat oppressif, Teotig publie le volume de l’année 1915 de son cher Almanach pour tous. Mais en mars, à la suite d'une dénonciation de la censure, la Cour martiale le condamne à un an de prison. L’incarcération de Teotig à la prison centrale de Constantinople va momentanément lui épargner le sort de ses amis intellectuels arrêtés lors de la grande rafle du 24 avril 1915. Libéré en 1916, il est à nouveau arrêté et déporté à Sapanca, dans la région d’Izmit. Enlevé par un groupe de jeune résistants arméniens, il est caché sous une fausse identité et travaille bientôt sur le chantier des tunnels de la ligne du train Istanbul-Bagdad, sous direction allemande, à Belemedig Tachdurmaz (au nord d'Adana). De retour à Constantinople, il se met à travailler à ce qui deviendra L’Almanach pour tous, 1916-1920, un volume exceptionnel dédié aux victimes du « Grand Crime », dans lequel il publie un grand nombre d’informations essentielles, mais aussi ses Souvenirs de prison et de déportation .

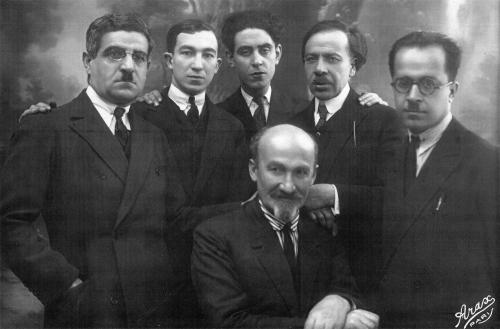
Redaction du journal Haratch en février 1928 à Paris. De gauche à droite : Chavarche Missakian, Armen Lubin (Chahan Chahnour), Nichan Béchiktachlian, Melkon Kebabdjian, Chavarch Nartouni et Teotig.

La santé de sa femme l'oblige bientôt à quitter la Turquie, pour regagner la Suisse. Après sa mort en 1922, Teotig s'installe à Paris, dans le 9e arrondissement.
Avec Chavarch Missakian, Armen Lubin, Melkon Kebabdjian, Nechan Bechiktachlian et Chavarch Nartouni, Teotig fait partie du comité de rédaction du journal Haratch.
Il meurt le 24 mai 1928 dans le 10e arrondissement de Paris.

## Œuvre
- (hy) Գողգոթայ հայ հոգեւորականութեան [« Le Golgotha du clergé arménien »], Constantinople,‎ 1921
- (hy) Յուշարձան ապրիլ տասնըմէկի [« Mémorial du 11 avril »], Constantinople, O. Arzouman,‎ 1919, 128 p. (lire en ligne)[5]. L'ouvrage est traduit en français en 2016 :
  - Mémorial du 24 avril  (trad. Alice Der Vartanian et Houri Varjabédian), Toulouse, Éditions Parenthèses, coll. « Diasporales », 2016, 176 p. (ISBN 978-2-86364-300-6)